# 640 (tal)
640 är det naturliga heltal som följer 639 och följs av 641.

## Matematiska egenskaper
- 640 är ett jämnt tal.
- 640 är ett sammansatt tal.
- 640 är ett praktiskt tal.
- 640 är ett Harshadtal.
- 640 är ett Hexadekagontal.

## Inom vetenskapen
- 640 Brambilla, en asteroid.